# Missioners del Sagrat Cor de Jesús
Els Missioners del Cor de Jesús, en llatí Societas Missionariorum Sacratissimi Cordis Iesu, formen una congregació clerical catòlica masculina, fundada en 1854 pel sacerdot Jules Chevalier. Els seus membres posposen al nom les sigles MSC.

## Història
La congregació fou fundada per Jean-Jules Chevalier (1824-1907), que hi pensava des dels seus anys de formació al seminari, on ja havia format una associació, de "Cavallers del Sagrat Cor" per agrupar els companys que volien desenvolupar una devoció i espiritualitat del Sagrat Cor de Jesús. Quan fou nomenat rector de la parròquia de Saint Cyr d'Issoudun (Indre), va fundar formalment, amb el seu col·lega Émile Maugenest, l'institut dels Missioners del Sagrat Cor de Jesús, amb la finalitat de promoure la devoció envers aquesta advocació. La fundació tingué lloc el 8 de desembre de 1854, i fou aprovada el 9 de setembre de 1855 per l'arquebisbe de Bourges, Jacques-Marie-Antoine-Célestin du Pont.
Els pares Missioners ajudaven els rectors de diverses parròquies, dedicant-se a la catequesi i la predicació popular, i a fer retirs espirituals amb laics. El 25 de març de 1881 el papa Lleó XIII confià a Chevalier i a l'institut l'evangelització de part de la Micronèsia i la Melanèsia, començant així una tasca d'apostolat missioner.
La congregació obtingué el decretum laudis el 8 de març de 1869 i fou aprovada definitivament per la Santa Seu el 20 de juny de 1874.

## Activitat i difusió
Els Missioners del Sagrat Cor de Jesús es dediquen a la formació religiosa dels joves, l'apostolat missioner i el ministeri sacerdotal. N'hi ha una branca femenina: les Filles de la Mare de Déu del Sagrat Cor, també fundades per Chevalier, en 1874.
Són presents a Europa (Bèlgica, Croàcia, Espanya, França, Alemanya, Irlanda, Regne Unit, Hongria), Oceania (Austràlia, Papua Nova Guinea, illes de l'oceà Pacífic), Àsia (Filipines, Corea, Japó, Indonèsia, Índia), Àfrica (Camerun, República Democràtica del Congo, Senegal, Sud-àfrica), i Amèrica (Brasil, Canadà, Colòmbia, Cuba, Equador, El Salvador, Guatemala, Haití, Mèxic, Nicaragua, Perú): la seu general és, des de 1905, a Roma.
En acabar 2008, la congregació tenia 291 cases i 1.961 membres, 1.383 d'ells sacerdots.